# 2017年臺北燈節
2017臺北燈節展覽時間為2017年2月4日至2017年2月12日，在臺北市西門町及台北西站特區、臺北府城北門登場。
本年臺北燈節為了配合臺北市政府的西區門戶計畫，將去年在臺北市中山區花博公園舉辦的2016年臺北燈節搬到台北西區。

## 主燈
2017年的生肖主燈名叫「小奇雞家族」由設計師不二良設計，小奇雞連同舞台約10米高，燈體採玻璃纖維設計，為了讓主燈發亮，燈體上鑽有細孔，總計塞了3萬顆的led燈，屆時會配合燈節，有燈光秀演出。

## 吉祥物
2017年的生肖小提燈名叫「舞動奇雞」，由設計師蔡行健設計，總共印製11萬2000份。

## 大遊行
2017年2月11日舉辦台北燈節「西城嘉年華大遊行」晚間六點熱鬧開始。

## 北門展區

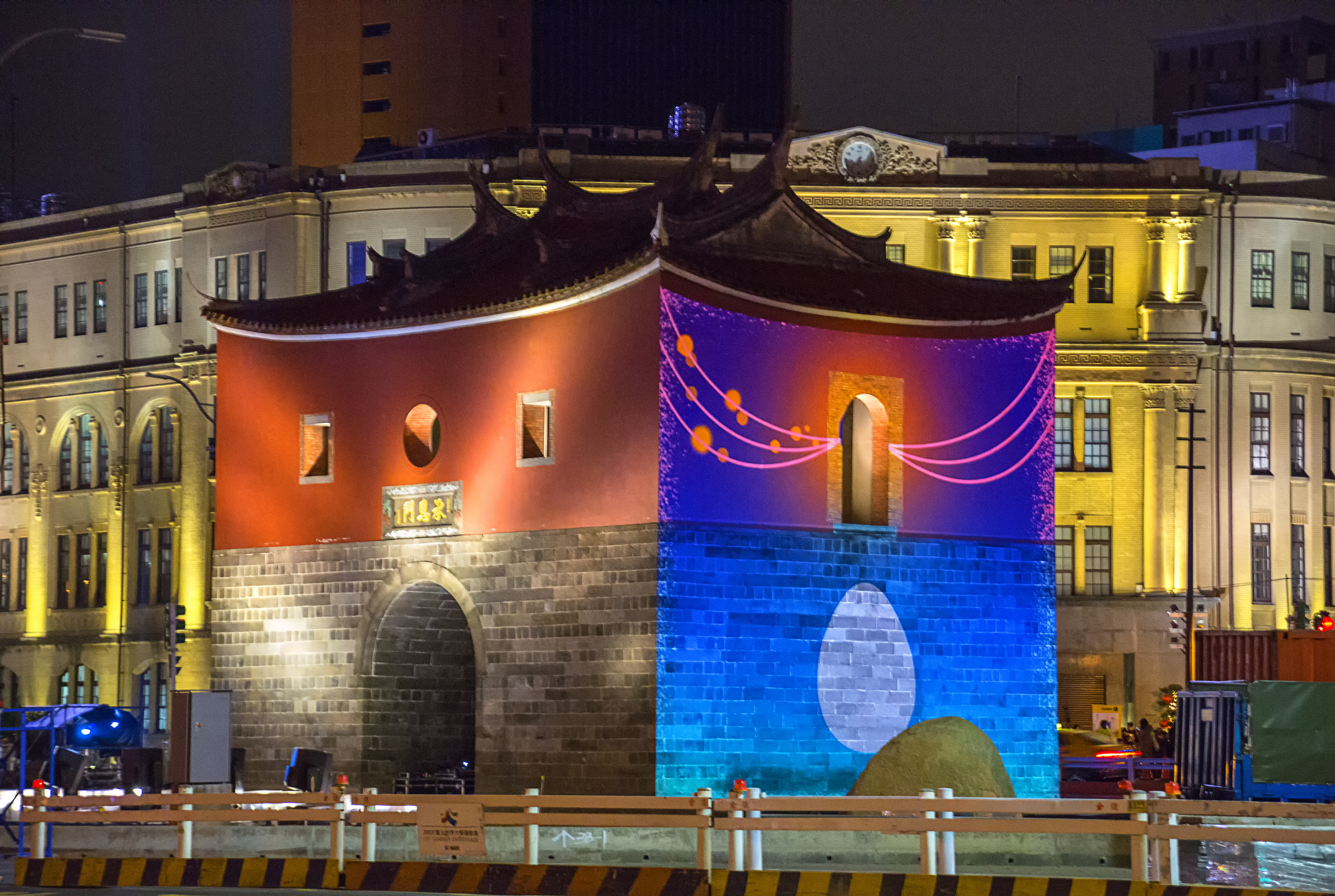
2017年 北門光雕

## 交通

### 臺北捷運
- 松山新店線西門站
- 板南線西門站
- 松山新店線北門站